# Masham (Yorkshire du Nord)
Pour les articles homonymes, voir Masham.
Masham (prononcé Massam) est une petite ville dans Harrogate, un borough du Yorkshire du Nord en Angleterre. Elle est connue pour sa foire au mouton annuelle, la plus importante d'Angleterre, et pour la race ovine locale, le masham. La population comptait 1 112 habitants en 2021.